# Brydeshval
Brydeshvaler er en gruppe af bardehvaler. Deres nærmere slægsskab er dårligt kendt og under udredning. Indtil for få år siden betragtede man dem som én art, Brydeshval (B. edeni), men i de senere år har der været almindelig enighed om at gruppen består af tre arter/underarter: Brydes hval (Balaenoptera brydei), Brydeshval/Edens hval (Balaenoptera edeni) og Omuras hval (Balaenoptera omurai). Som det fremgår er der ikke enighed om hvilken af de to arter B. brydei og B. edeni, der skal beholde det danske navn Brydeshval.
Brydeshvalerne findes i tropiske og tempererede have over hele jorden (ca. mellem 40 grader nord og 40 grader syd) og adskiller sig derved fra de andre arter af finhvaler, der også forekommer i polare farvande. Brydeshvalerne ligner meget sejhvaler og er næsten lige så store, men kendes fra disse bl.a. på tre længdegående kamme på oversiden af hovedet.
Brydeshvalerne har navn efter en norsk konsul i Sydafrika, der i 1908 hjalp med etableringen af den første hvalfangerstation i Durban.
Det skønnes at der kan være op til 90–100.000 Brydeshvaler i verden, med 2/3 af bestanden på den nordlige halvkugle. Der har ikke været drevet nævneværdig jagt på dem. Først i 1970-erne, efter de øvrige bestande af finhvaler var drevet i bund begyndte en betydelig fangst fra især Japan og Sovjetunionen. Brydeshval fanges stadig i dag af Japan, med en kvote på 50 dyr om året.
D. 1.9.2000 strandede en Brydeshval i Isefjorden, hvilket er første og hidtil eneste gang arten er set i danske farvande.